# José Spreafico

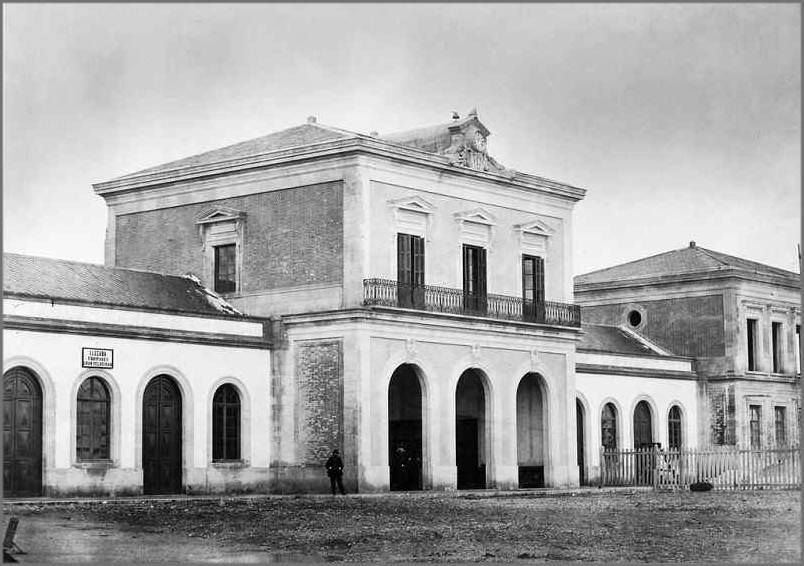

José Spreafico Antonioni (Milan, 1833 - Malaga, 1880) est un photographe espagnol, photojournaliste et pionnier de la photographie actif à Malaga.

## Source
- (es) Cet article est partiellement ou en totalité issu de l’article de Wikipédia en espagnol intitulé « José Spreafico » (voir la liste des auteurs).